# Шишкины (купцы)
Купцы Шишкины – династии, несколько родов, русских купцов, предпринимателей, общественных деятелей и благотворителей.

## Елабужские, Малмыжские и Шадринские купцы Шишкины
Основоположником является записавшийся в 1788 г. из дворцовых крестьян г. Елабуги в елабужское купечество 3-е гильдии Прокофий Дмитриевич Шишкин-Серебряков (1751-1788). В 1792 г. в купечество записались его племянники: Борис Тихонович Шишкин (1754-1800), родные братья Василий Афанасьевич Шишкин-Серебряков (~1764-16.11.1827) и Степан Афанасьевич Шишкин-Серебряков (02.08.1768-~1844). Позже к ним присоединился еще один племянник Прокофия Дмитриевича, родной брат Василия и Степана - Дмитрий Афанасьевич Шишкин (1777-1849). Сын Дмитрия Афанасьевича - Григорий в нач. XIX в. выбыл в г. Шадринск, где записался в местное купечество.

### Поколенная роспись Шишкиных[1].
- 1-е поколение:

1. Степан Григорьевич Шишкин (~1676-1735) - крестьянин дворцового с. Елабуга
- 2-е поколение:

1/2. Дмитрий Степанович Шишкин (~1716-30.03.1781) - крестьянин дворцового с. Елабуга
- 3-е поколение:

1/2/3. Тихон Дмитриевич Шишкин  (~1734-~1802) - крестьянин дворцового с. Елабуга
1/2/4. Иван Дмитриевич Шишкин; Серебряков с 1811 г. (~1736-~1812) - крестьянин дворцового с. Елабуга
1/2/5. Афанасий Дмитриевич Шишкин  (~1738-~1809) - крестьянин дворцового с. Елабуга
1/2/6. Прокофий Дмитриевич Шишкин и Серебряков (~1751-03.06.1788) - записался в елабужское купечество из дворцовых крестьян
- 4-е поколение:

1/2/3/7. Борис Тихонович Шишкин (~1754-20.04.1800) - записался в елабужское купечество из дворцовых крестьян
1/2/5/8. Василий Афанасьевич Шишкин и Серебряков (~1764-16.11.1827) - записался в елабужское купечество из дворцовых крестьян
1/2/5/9. Степан Афанасьевич Шишкин и Серебряков (02.08.1768-~1844) - записался в елабужское купечество из дворцовых крестьян
1/2/5/10. Дмитрий Афанасьевич Шишкин (18.09.1777-25.03.1849) - записался в елабужское купечество из дворцовых крестьян
- 5-е поколение:

1/2/5/8/11. Иван Васильевич Шишкин 1-й (23.07.1788-03.02.1842) - елабужский купец
1/2/5/8/12. Иван Васильевич Шишкин 2-й  (30.05.1792-01.11.1872) - елабужский купец
1/2/5/8/13. Василий Васильевич Шишкин (17.07.1795-25.09.1874) - елабужский купец
1/2/5/10/14. Григорий Дмитриевич Шишкин (17.11.1796-04.01.1869) - перешел из елабужского купечества в шадринское купечество
1/2/5/10/15. Афанасий Дмитриевич Шишкин (27.06.1816-13.08.1871) - елабужский купец
1/2/5/10/16. Александр Дмитриевич Шишкин (27.02.1819-30.04.1879) - елабужский купец
- 6-е поколение

1/2/5/8/12/17. Иван Иванович Шишкин (1832-1898) - художник
1/2/5/8/13/18. Анатолий Васильевич Шишкин - перешел из елабужского купечества в малмыжское купечество
1/2/5/10/14/19. Иван Григорьевич Шишкин(03.09.1834-27.05.1886) - шадринский купец
Шишкин Александр Иванович(26.08.1870 - 16.05.1911)
Александр Григорьевич Шишкин(1830-02.09.1877) - шадринский купец
Вениамин Григорьевич Шишкин(22.02.1828 - 06.02.1890) - Столоначальник 1-го департамента Уральского горного правления, заводской исправник 3-го округа Оренбургского края Уральского горного правления, мировой посредник по Верхнеуральскому уезду

### Ветка Василия Афанасьевича Шишкина
Сын Василия Афанасьевича - Иван Васильевич Шишкин (1792-1872) основатель купеческого дела по торговле зерном и хлебом. Имел в Елабуге свой каменный дом на Набережной улице. Им разработана и построена в Елабуге система городского водопровода, восстановлена древняя башня Чёртово городище – символ тысячелетия города. Серьёзно занимался археологией, участвовал в раскопках Ананьинского могильника. Городской староста (1818), выбран бургомистром в магистрат (1824-1826), городской голова (1832-1835 и 1844-1846). Написал труд: <<Практическое руководство к построению и улучшению разных мельниц>> (1857). Его сын известный русский художник Иван Иванович Шишкин (1832-1898).
От другого сына Василия Афанасьевича - Василия Васильевича Шишкина (1795-1874) в 1843 г. род. Анатолий Васильевич Шишкин который записался в купцы 2-й гильдии Малмыжского уезда Вятской губернии , числившийся также Елабужским купцом (1888), который организовавший Торговый дом <<А.В. Шишкин и сыновья>>, занимавшийся торговлей бакалейными, кожевенными и швейными изделиями. Кроме торговли бакалеей и галантереей имелся продовольственный магазин, где продавались привозные вина и продукция собственного производства. Ему, в арендное содержание на 10 лет передано деревянное здание, под трактир (1887). Один из сыновей Аркадий Анатольевич открыл обувной магазин в Вятских полянах на ул. Большой переулок.

### Ветка Дмитрия Афанасьевича Шишкина
Для Дмитрия Афанасьевича Шишкина делом жизни стало литье колоколов. Эту деятельность продолжили три его сына: Григорий, Афанасий и Александр.
Григорий перебрался в Шадринск где создал (1819) предприятие, которое по своему характеру было металлургическим – колоколитейное. Первое время он работал там как елабужский купец, а в шадринское купечество выбыл только в 1839 г.. Его предприятие в Шадринске Находилось между деревнями Ершовой и Осеевой. Отливались колокола отличного качества для церквей и монастырей Пермской, Тобольской, Екатеринбургской и Оренбургской епархий, частные заказы для Войсковой казачьей церкви в Омске, Долматовского-Успенского монастыря и другие. На предприятии работало 2 мастера и от 5-10 работников отливавших колокола разной величины до 1500 пудов, на сумму 25.000 рублей серебром. Отец передал дело сыну Ивану Григорьевичу, который продолжил не только дело, но и занялся благотворительностью: профинансировал устройство нового иконостаса и создание росписей в Спасо-Преображенского собора в Шадринске. На его средства написаны 10 образов иконостаса, по утверждённым художественной академии эскизам, росписи стен собора сценами их библейских сюжетов (1863-1867). На Уральско-Сибирской научно-промышленной выставке проходившей в Екатеринбурге, купец Александр Иванович Шишкин награждён бронзовой медалью Министерства финансов России за удовлетворительную отливку колоколов.
Два других сына Дмитрия Афанасьевича продолжили колокололитейное дело в Елабуге.

## Златоустовские купцы Шишкины
Основатель купеческого дела 3 гильдии купец Иван Афанасьевич Шишкин, который выстроил по индивидуальному проекту, ныне утраченный, особняк (1861), с жилыми и хозяйственными пристройками, где проживала прислуга (ул. Бушуева 2). После смерти отца, который похоронен в семейном склепе на старом Уреньгинском кладбище, старший сын Василий Иванович перенял отцовское дело. Промышленностью не занимались, а выстроили 4 магазина в каменных гостиных рядах на Большой аптечной улице и несколько лавочек в округе. Купцы Шишкины активно участвовали в политической жизни Златоуста. Михаил Васильевич избран делегатом в городскую думу. После национализации особняка (10 апреля 1918), впоследствии в нём находился окружной комитет ВКП(б) и ВЛКСМ. Потомки златоустовских купцов Шишкиных участвовали в потребительском обществе и НЭП.

## Курганские купцы Шишкины
Основатель династии Шишкин Фёдор Васильевич родился 10 (22) августа 1803 года в семье государственных крестьян в деревне Боровлянского завода Тебенякской волости Курганского уезда Тобольской губернии, ныне село Боровлянка входит в Белозерский муниципальный округ Курганской области.
По указу Тобольской казённой палаты от 20 июня (2 июля)  1840 года № 3331 причислен в курганские 3-й гильдии купцы. Шишкин Фёдор Васильевич являлся городским головой г. Курган, записался в курганские 1 гильдии купцы.

## Московские купцы Шишкины
Купец первой гильдии Иван Васильевич Шишкин (ум. 1888) профинансировал (1887) строительство в Суздале второй богадельни, дозволяющей принять до 100 человек, получившей название «Шишкинского дома призрения бедных» (Суздаль, Садовый пер, д. 3). «Дом» был построен и освящён в 1890 году. Анна Александровна Шишкина внесла (1900) капитал 74 000 рублей под проценты, от которых существовала богадельня. В Суздале сохранился жилой дом купца Шишкина (ул. Ленина, д. 114) постройки середины XIX века, являющийся памятником градостроительства и архитектуры регионального значения.
Садовой большой слободы, московский третьей гильдии купец Михаил Петрович Шишкин производил торг лошадьми (1830).

## Рязанские купцы Шишкины
Род купцов Шишкиных принадлежал к числу старейших и наиболее сильных купеческих фамилий Рязанской губернии. Род был не очень обширен, и в разные годы число купеческих семей этой фамилии не превышало 3-4, но все они находились друг с другом в самом тесном родстве. Впервые об учреждении и организации производства канато-прядильной и полотняной фабрики в селе Голдино, где изготавливалась бечева, простые пеньковые и смоляные канаты, для нужд армии и флота относится (1737). Фабрика возникла на месте производства канатов и верёвок, которое принадлежало дворянину Шишкину. Основоположником купеческой династии в Рязанской губернии был Пётр Григорьевич Шишкин  (1702-1758).  У него было 4 сына: Андрей (1734-1795), Михаил (1740-?), Григорий (1746-?), Иван (1749-1830). В списке купцов (1777) значатся три фамилии Шишкиных. В купечество 3 гильдии записано семейство вдовы П.Г. Шишкина – И.Я. Шишкиной, состоявшее из семей младших братьев Григория и Ивана. Именно их потомки на протяжении всего XIX века представляли фамилию Шишкиных в касимовском купеческом обществе. Занимались они производством канатов и в начале XIX века входили в число наиболее крупных владельцев местных производств Касимова. Во владении семьи находилась канатопрядильная фабрика, заведённая еще в 1770-х годах. Григорий Петрович кроме канатопрядения занимался кожевенным производством и вёл торговлю юфтяным товаром в Москве, где во время московского пожара (1812) у него сгорела партия юфти на сумму 40.600 рублей. В 1-й половине XIX века купцы Шишкины отмечены в 1-й гильдии.
Из 6 канато-прядильных заведений города в 1830-х годах 2 гильдии купцы Шишкины владели пятью производствами. Из 7 фабрик, действовавших в Касимове в 1840-х годах, лучшей по качеству и объёму производимой продукции считалась фабрика 2 гильдии купца Петра Никитича Шишкина (ум 1841), который имел и кожевенный завод. Им, на ул. Набережной (бывшей Пятницкой) по плану И.С. Гагина в 1820-х годах выстроен особняк, который (с 1968) является объектом культурного наследия регионального значения. Канатопрядение составляло традиционное занятие этого рода. Причём, среди купеческих родов они были почти единственными, кто занимался канатопрядением столь длительное время – не позже чем с середины XVIII века и до конца XIX века. Более того, почти все они упоминаются в источниках так или иначе связанные с традиционным семейным ремеслом и либо были владельцами фабрик, либо служили на фабриках своих родственников мастерами или приказчиками.